# Martin Pavlů
Martin Pavlů (* 8. července 1962 Plzeň) je bývalý italský hokejista českého původu.
Narodil se v Plzni, již v mládežnických kategoriích působil v Itálii. Téměř celou kariéru strávil v týmu HC Bolzano, v nejvyšší italské soutěži v letech 1978–2003, jen poslední sezónu odehrál za HC Merano. Kariéru ukončil v roce 2004. V Bolzanu odehrál celkem 814 ligových utkání, vstřelil v nich 544 gólů a zaznamenal 1430 kanadských bodů.
Za italskou reprezentaci hrál na Olympijských hrách 1984, 1994 a 1998, dále na šesti mistrovstvích světa elitní kategorie (1983, 1983, 1993, 1994, 1995, 1997) a pěti světových turnajích kategorie B.